# Marcel Lermoyez

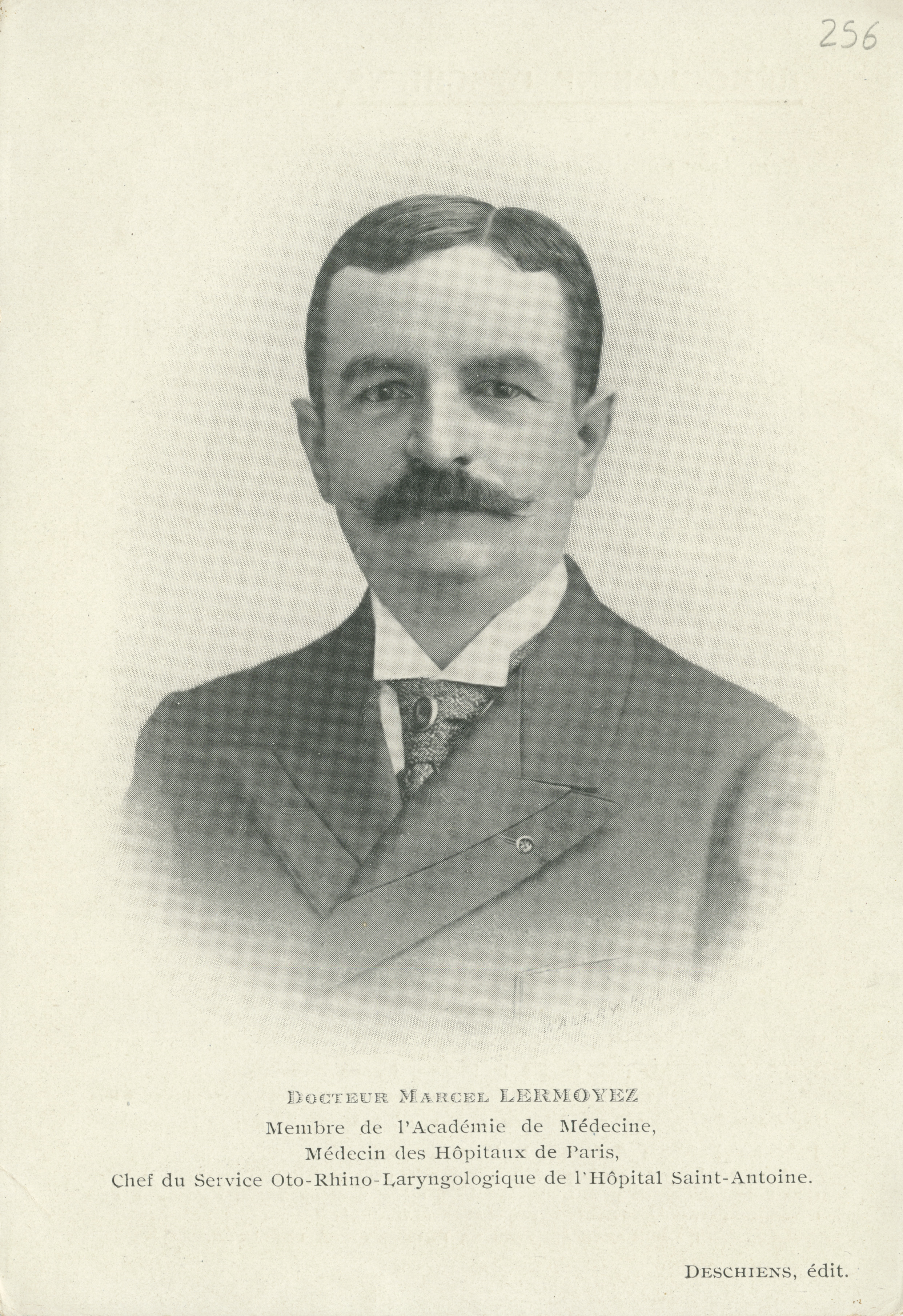
Marcel Lermoyez

Marcel Lermoyez (* 24. Juli 1858 in Cambrai; † 1. Februar 1929 in Paris) war ein französischer Hals-Nasen-Ohren-Arzt. Wahrscheinlich war er die einflussreichste Einzelperson in der Etablierung der Hals-Nasen-Ohren-Heilkunde als eigene medizinische Fachrichtung in Frankreich. Das Lermoyez-Syndrom, eine Spielart des Morbus Menière, ist nach ihm benannt.

## Leben
Marcel Lermoyez wurde als Sohn eines Straßen- und Brückenbauingenieurs geboren. Mit 16 Jahren wurde er zum Waisen. Ein gewisser Leblane, ein Mitglied des Instituts für Archäologie, übernahm die Vormundschaft für den ausgezeichneten und vor allem musisch begabten Schüler, der unter anderem eine Oper schrieb.
Lermoyez studierte in Paris Medizin und promovierte 1886. 1892 begründete er die Fachzeitschrift Annales des Maladies des Oreilles et du Larynx. In diesem Jahr ging er nach Wien, um sich unter Adam Politzer als Otorhinolaryngologe zu spezialisieren. 1896 eröffnete er eine private Hals-Nasen-Ohren-Klinik und 1898 wurde ihm eine HNO-ärztliche Station am Hôpital Saint-Antoine eingerichtet, wo er auch sein Fachgebiet lehrte. Obwohl er nie einen offiziellen Lehrstuhl erhielt, zog diese Abteilung viele Studenten an. Nachdem sein Sohn 1923 an den im Ersten Weltkrieg erlittenen Verwundungen verstorben war, zog er sich bis zu seinem eigenen Tod völlig zurück.

## Publikationen
Marcel Lermoyez publizierte über die meisten Aspekte seiner Disziplin: die bedeutsamsten Schriften befassten sich mit der Tuberkulose des Ohrs, der Otosklerose und der otogenen Meningitis. Er galt auch als begabter Chirurg, der vor Operationen von Hirnabszessen, Sinusphlebitiden und Hirnhautentzündungen nicht zurückwich. 1910 wurde er als zweiter Hals-Nasen-Ohren-Arzt nach Prosper Menière in die medizinische Akademie gewählt. 
Neben seinen eigenen Veröffentlichungen schrieb er Beiträge für „Allgemeine Pathologie“ (Traité de pathologie générale) von Charles Jacques Bouchard, „Angewandte Therapie“ (Traité de thérapeutique appliquée) von Albert Robin und „Kinderkrankheiten“ (Traité des maladies de l'enfance) von Jacques-Joseph Grancher und Jules Comby (1853–1947).